# Arnold Logak
 Arnold Logak, né le 23 juillet 1927 à Paris et mort le 25 février 2020 dans la même ville, est un médecin généraliste français, d'origine russe, l'un des vingt membres fondateurs de l'Union des étudiants juifs de France.

## Éléments biographiques
Arnold Logak est né à Paris en 1927, dans une famille juive originaire de Russie. En 1944, il est l'un des vingt membres fondateurs de l'Union des étudiants juifs de France, puis secrétaire général de l'Union mondiale des étudiants juifs. Il représenta cette organisation à l'Unesco en 1955-1956,.
De son mariage avec Édith Schmelczer, psychologue, sont nés Philippe Logak, haut fonctionnaire et dirigeant d'entreprise, Élisabeth Logak, mathématicienne et Michel Logak, neurologue.